# Jean-Yves Cuendet
Jean-Yves Cuendet (ur. 20 lutego 1970 w Le Sentier) – szwajcarski narciarz klasyczny specjalizujący się w kombinacji norweskiej, brązowy medalista olimpijski i brązowy medalista mistrzostw świata.

## Kariera
Po raz pierwszy na arenie międzynarodowej Jean-Yves Cuendet pojawił się 16 stycznia 1988 roku w zawodach Pucharu Świata w Le Brassus. Zajął wtedy 49. miejsce w konkursie rozgrywanym metodą Gundersena. Pierwsze pucharowe punkty zdobył dopiero ponad dwa lata później, 29 grudnia 1990 roku w Oberwiesenthal, zajmując ósme miejsce w Gundersenie. W sezonie 1990/1991 pojawił się jeszcze sześciokrotnie, ale punktów nie zdobył i w klasyfikacji generalnej zajął ostatecznie 23. miejsce. W lutym 1991 roku wziął udział w mistrzostwach świata w Val di Fiemme, gdzie indywidualnie był dwudziesty. W sztafecie Szwajcarzy z Cuendetem w składzie wypadli słabo, zajmując dopiero dziewiąte miejsce i tracąc do zwycięzców ponad 6 minut.
W sezonie 1991/1992 wystartował dwukrotnie, ale zajmował miejsca w szóstej dziesiątce. Z tego powodu nie został uwzględniony w klasyfikacji generalnej, nie wystąpił także na igrzyskach olimpijskich w Albertville w 1992 roku. Szwajcar poprawił się jednak już w sezonie 1992/1993, który ukończył na ósmej pozycji w klasyfikacji generalnej. Był to jego najlepszy sezon w Pucharze Świata. Trzykrotnie plasował się w czołowej dziesiątce, ale nie stanął na podium, dwukrotnie był jednak czwarty. Poza tym punktował jeszcze trzykrotnie i w tym sezonie okazał się najlepszym ze szwajcarskich kombinatorów. Na mistrzostwach świata w Falun w 1993 roku wraz z kolegami zajął czwarte miejsce w sztafecie. Szwajcarzy przegrali tam walkę o brązowy medal z Niemcami.
Najważniejszym punktem sezonu 1993/1994 były igrzyska olimpijskie w Lillehammer. W zawodach indywidualnych zdołał utrzymać na trasie biegu siódme miejsce wywalczone w skokach. Ponadto Szwajcarzy w składzie: Jean-Yves Cuendet, Andreas Schaad i Hippolyt Kempf zdobyli brązowy medal w sztafecie. Na trzecim miejscu znaleźli się już po skokach. Do biegu przystąpili ze stratą 7:30 minuty do prowadzących Japończyków oraz blisko 2:30 minuty do drugich Norwegów. Mieli jednak bezpieczną przewagę nad zajmującymi czwarte miejsce Estończykami wynoszącą ponad 2 minuty. Na mecie biegu w czołowej czwórce zmieniły się różnice czasowe, jednak sztafety dobiegły w kolejności, którą zajmowały po skokach. W rywalizacji pucharowej tylko raz zajął miejsce w czołowej dziesiątce – 12 marca 1994 roku w Sapporo zajął trzecie miejsce w Gundersenie. Było to jego pierwsze i zarazem ostatnie podium w zawodach Pucharu Świata. Sezon ten ukończył na dwunastym miejscu.
Po 1994 roku w Pucharze Świata osiągał coraz słabsze wyniki. Najlepszy wynik osiągnął 29 listopada 1994 roku w Steamboat Springs, gdzie był siódmy w Gundersenie. Ostatni sukces osiągnął podczas mistrzostw świata w Thunder Bay w 1995 roku. Wspólnie z Markusem Wüstem, Arminem Krügelem i Stefanem Wittwerem wywalczył tam brązowy medal w sztafecie. Po skokach Szwajcarzy zajmowali nawet drugą pozycję, jednak na trasie biegu musieli uznać wyższość Norwegów i Japończyków. Dwa lata później, na mistrzostwach świata w Trondheim w konkursie indywidualnym zajął siedemnaste miejsce w skokach. Na trasie biegu nie zdołał utrzymać tej pozycji i ostatecznie rywalizację zakończył na 37. miejscu. W zawodach drużynowych był tym razem siódmy. Ostatnią duża imprezą w jego karierze były igrzyska olimpijskie w Nagano w 1998 roku, gdzie w Gundersenie awansował z 21. miejsca po skokach na 17. miejsce na mecie biegu. W sztafecie, podobnie jak na MŚ w Trondheim Szwajcarzy z Cuendetem w składzie zajęli siódmą lokatę. Konkurs skoków ukończyli na dziesiątej pozycji, jednak w biegu uzyskali najlepszy czas, co pozwoliło na awans.
Jean-Yves Cuendet startował także w zawodach Pucharu Świata B (obecnie Puchar Kontynentalny). W tym cyklu trzykrotnie stawał na podium: 7 stycznia 1998 roku w Klingenthal był trzeci, a 27 lutego w Baiersbronn i 13 marca tego samego roku w Štrbskim Plesie zwyciężał. Najlepsze wyniki osiągnął w sezonie 1997/1998, który ukończył na piątej pozycji. Ostatni oficjalny występ Szwajcar zanotował 14 marca 1998 roku w zawodach PK. W 1998 roku zakończył karierę.

## Osiągnięcia

### Igrzyska olimpijskie
| Miejsce | Dzień     | Rok  | Miejscowość | Konkurencja          | Wynik zwycięzcy | Strata  | Zwycięzca           |
| ------- | --------- | ---- | ----------- | -------------------- | --------------- | ------- | ------------------- |
| 3.      | 17 lutego | 1994 | Lillehammer | Sztafeta K-90/3x5 km | 1:21.51,8       | +7:48,1 | Japonia             |
| 7.      | 19 lutego | 1994 | Lillehammer | Gundersen K-90/15 km | 39:07,9         | +3:55,6 | Fred Børre Lundberg |
| 17.     | 14 lutego | 1998 | Nagano      | Gundersen K-90/15 km | 41:21,1         | +3:13,5 | Bjarte Engen Vik    |
| 7.      | 20 lutego | 1998 | Nagano      | Sztafeta K-90/4x5 km | 54:11,5         | +2:30,1 | Norwegia            |

### Mistrzostwa świata
| Miejsce | Dzień     | Rok  | Miejscowość   | Konkurencja           | Wynik zwycięzcy | Strata   | Zwycięzca           |
| ------- | --------- | ---- | ------------- | --------------------- | --------------- | -------- | ------------------- |
| 20.     | 7 lutego  | 1991 | Val di Fiemme | Gundersen K-90/15 km  | 41:00,6         | +4:23,5  | Fred Børre Lundberg |
| 9.      | 8 lutego  | 1991 | Val di Fiemme | Sztafeta K-90/3x5 km  | 1:21:22,5       | +17:51,0 | Austria             |
| 4.      | 25 lutego | 1993 | Falun         | Sztafeta K-90/3x10 km | 1:19:25,7       | +11.13,4 | Japonia             |
| 3.      | 15 marca  | 1995 | Thunder Bay   | Sztafeta K-90/4x5 km  | 56.20,2         | +5.21,6  | Japonia             |
| 37.     | 22 lutego | 1997 | Trondheim     | Gundersen K-90/15 km  | 43:43,1         | +6:38,1  | Kenji Ogiwara       |
| 11.     | 23 lutego | 1997 | Trondheim     | Sztafeta K-90/4x5 km  | 52:18,0         | +3:25,0  | Norwegia            |

### Puchar Świata

#### Miejsca w klasyfikacji generalnej
- sezon 1990/1991: 23.
- sezon 1992/1993: 8.
- sezon 1993/1994: 12.
- sezon 1994/1995: 19.
- sezon 1995/1996: 20.
- sezon 1996/1997: 54.

#### Miejsca na podium
| Nr | Data          | Miejscowość | Konkurencja         | Wynik zwycięzcy | Pozycja | Strata      | Zwycięzca           |
| -- | ------------- | ----------- | ------------------- | --------------- | ------- | ----------- | ------------------- |
| 1. | 12 marca 1994 | Sapporo     | Gundersen K90/15 km | ?               | 3.      | +2:57.4 min | Fred Børre Lundberg |

### Puchar Kontynentalny

#### Miejsca w klasyfikacji generalnej
- sezon 1990/1991: 10.
- sezon 1991/1992: 21.
- sezon 1996/1997: 14.
- sezon 1997/1998: 5.

#### Miejsca na podium
| Nr | Data            | Miejscowość   | Konkurencja          | Wynik zwycięzcy | Pozycja | Strata | Zwycięzca           |
| -- | --------------- | ------------- | -------------------- | --------------- | ------- | ------ | ------------------- |
| 1. | 7 stycznia 1998 | Klingenthal   | Sprint K80/7.5 km    | ?               | 3.      | ?      | Lars Andreas Østvik |
| 2. | 27 lutego 1998  | Baiersbronn   | Sprint K90/7.5 km    | ?               | 1.      | -      | -                   |
| 3. | 13 marca 1998   | Štrbské Pleso | Gundersen K115/15 km | ?               | 1.      | -      | -                   |